# Chrysolampus longigaster
Chrysolampus longigaster är en stekelart som beskrevs av Edgar F. Riek 1966. Chrysolampus longigaster ingår i släktet Chrysolampus och familjen gropglanssteklar. Inga underarter finns listade i Catalogue of Life.